# Parma Foot Ball Club 1922-1923
Questa voce raccoglie le informazioni riguardanti il Parma Football Club nelle competizioni ufficiali della stagione 1922-1923.

## Stagione
Nella stagione 1922-23 il Parma ha disputato il girone D del campionato di Seconda Divisione Nord. Si è piazzato in terza posizione con 16 punti.
Il Parma disputa le prime partite sul nuovo campo che verrà ultimato nel 1924.

## Rosa
| N. |                   | Ruolo | Calciatore            |
| -- | ----------------- | ----- | --------------------- |
|    | Italia (bandiera) | P     | Gino Pellacini        |
|    | Italia (bandiera) | P     | Leonida Pigozzi       |
|    | Italia (bandiera) | D     | Torquato Rossini (II) |
|    | Italia (bandiera) | D     | Enrico Aiolfi (II)    |
|    | Italia (bandiera) | D     | Evandro Palmia        |
|    | Italia (bandiera) | C     | Alfredo Ponzi (II)    |
|    | Italia (bandiera) | C     | Arturo Gabbi          |
|    | Italia (bandiera) | C     | Bruno Dentelli        |
|    | Italia (bandiera) | C     | Giovanni Mazzoni      |

| N. |                   | Ruolo | Calciatore              |
| -- | ----------------- | ----- | ----------------------- |
|    | Italia (bandiera) | A     | Ferdinando Rebecchi     |
|    | Italia (bandiera) | A     | Alfredo Tassi           |
|    | Italia (bandiera) | A     | Tito Mistrali           |
|    | Italia (bandiera) | A     | Saulle Franzini         |
|    | Italia (bandiera) | A     | Mario Maggiori          |
|    | Italia (bandiera) | A     | Alfredo Mattioli        |
|    | Italia (bandiera) | A     | Renato Rossini          |
|    | Italia (bandiera) | A     | Gino Ugolini            |
|    | Italia (bandiera) | A     | Giovanni Rasia Dal Polo |

## Risultati

### Seconda Divisione

#### Girone D

##### Girone di andata
| Parma 12 novembre 1922 1ª giornata | Parma | 1 – 0 referto | Legnaghese |  |

| Carpi 19 novembre 1922 2ª giornata | Carpi | 3 – 0 referto | Parma |  |

| Parma 10 dicembre 1922 3ª giornata | Parma | 1 – 1 referto | Trevigliese |  |

| Mantova 17 dicembre 1922 4ª giornata | Mantovana | 1 – 4 referto | Parma |  |

| Schio 7 gennaio 1923 5ª giornata | Schio | 1 – 1 referto | Parma |  |

| Parma 14 gennaio 1923 6ª giornata | Parma | 5 – 0 referto | Bentegodi Verona |  |

| Parma 21 gennaio 1923 7ª giornata | Parma | 6 – 0 referto | Ostiglia |  |

##### Girone di ritorno
| Legnago 4 febbraio 1923 8ª giornata | Legnaghese | 1 – 0 referto | Parma |  |

| Parma 11 febbraio 1923 9ª giornata | Parma | 2 – 3 referto | Carpi |  |

| Treviglio 18 febbraio 1923 10ª giornata | Trevigliese | 2 – 3 referto | Parma |  |

| Parma 11 marzo 1923 11ª giornata | Parma | 7 – 0 referto | Mantovana |  |

| Parma 18 marzo 1923 12ª giornata | Parma | 3 – 1 referto | Schio |  |

| Verona 25 marzo 1923 13ª giornata | Bentegodi Verona | 1 – 0 referto | Parma |  |

| Ostiglia 1 aprile 1923 14ª giornata | Ostiglia | 3 – 0 referto | Parma |  |

## Statistiche

### Statistiche di squadra
| Competizione                 | Punti | In casa | In casa | In casa | In casa | In casa | In casa | In trasferta | In trasferta | In trasferta | In trasferta | In trasferta | In trasferta | Totale | Totale | Totale | Totale | Totale | Totale | DR  |
| Competizione                 | Punti | G       | V       | N       | P       | Gf      | Gs      | G            | V            | N            | P            | Gf           | Gs           | G      | V      | N      | P      | Gf     | Gs     | DR  |
| ---------------------------- | ----- | ------- | ------- | ------- | ------- | ------- | ------- | ------------ | ------------ | ------------ | ------------ | ------------ | ------------ | ------ | ------ | ------ | ------ | ------ | ------ | --- |
| Seconda Divisione - girone D | 16    | 7       | 5       | 1       | 1       | 25      | 5       | 7            | 2            | 1            | 4            | 8            | 12           | 14     | 7      | 2      | 5      | 33     | 17     | +16 |

### Statistiche dei giocatori
| Giocatore         | Seconda Divisione | Seconda Divisione |
| Giocatore         | Presenze          | Reti              |
| ----------------- | ----------------- | ----------------- |
| E. Aiolfi         | 7                 | 0                 |
| B. Dentelli       | 8                 | 0                 |
| S. Franzini       | 4                 | 0                 |
| A. Gabbi          | 14                | 0                 |
| M. Maggiori       | 1                 | 0                 |
| A. Mattioli       | 12                | 9                 |
| G. Mazzoni        | 13                | 2                 |
| T. Mistrali       | 7                 | 5                 |
| E. Palmia         | 3                 | 0                 |
| G. Pellacini      | 13                | -14               |
| L. Pigozzi        | 1                 | -3                |
| A. Ponzi          | 9                 | 0                 |
| G. Rasia Dal Polo | 14                | 5                 |
| F. Rebecchi       | 10                | 0                 |
| T. Rossini        | 12                | 0                 |
| R. Rossini        | 11                | 3                 |
| A. Tassi          | 9                 | 6                 |
| G. Ugolini        | 6                 | 0                 |